# The Underground Reporters
The Underground Reporters (no Brasil: Os Repórteres Clandestinos) é um romance biográfico de Kathy Kacer.

## Recepção
Em uma revisão do sítio Amazon.com, Susan Scheps comenta que, "Kacer introduz a história real de uma jovem severa que acompanha um garoto judeu. John Freund tinha uma bela família, forçada a deixar sua cidade natal por culpa dos nazistas... esse e outros fatos deixam a história muito boa."